# イアン・スミス (サッカー選手)
イアン・レイ・スミス・キロス（Ian Rey Smith Quirós 、1998年3月6日 - ）は、コスタリカ・グアピレス出身のプロサッカー選手。サッカーコスタリカ代表。LDアラフエレンセ所属。ポジションはDF(RSB)。

## 経歴
2018年5月、2018 FIFAワールドカップに参加する代表メンバー23人の一人に選ばれた。

## 代表歴

### 出場大会
- コスタリカ代表
  - 2018 FIFAワールドカップ

### 試合数
- 国際Aマッチ 11試合 0得点（2018年-2019年）[2]

| コスタリカ代表 | 国際Aマッチ | 国際Aマッチ |
| 年             | 出場        | 得点        |
| -------------- | ----------- | ----------- |
| 2018           | 9           | 0           |
| 2019           | 2           | 0           |
| 通算           | 11          | 0           |